# 特韋爾多赫利比 (列舍季利夫卡區)
49°29′14″N 34°15′57″E / 49.48722°N 34.26583°E
特韋爾多赫利比（烏克蘭語：Твердохліби），是烏克蘭中部的村莊，隸屬波爾塔瓦州的波爾塔瓦區。該村分別距離布拉伊爾基2公里和比洛科尼1.5公里，海拔高度132米，2001年人口161。